# Heartbreak Hotel (film)
Heartbreak Hotel er en svensk dramedyfilm fra 2006 skrevet og instrueret af Colin Nutley. Filmen fik premiere i Sverige den 24. marts 2006.

## Handling
To meget forskellige kvinder, har dog noget til fælles - de er begge fraskilte og over 40. Nu vil de videre med deres liv og begiver sig ud på en jagt efter kærligheden. Et tilfældigt møde fører til varmt venskab, sjov og ballade og masser af barer.

## Medvirkende (i udvalg)
- Helena Bergström som Elisabeth Staf
- Maria Lundqvist som Gudrun Nyman
- Claes Månsson som Åke Nyman
- Johan Rabaeus som Henrik Ek
- Jill Johnson som sig selv
- Marie Robertson som Moa